# Angerona aureocincta
Angerona aureocincta là một loài bướm đêm trong họ Geometridae.